# Zinkphosphid
Zinkphosphid (genauer Trizinkdiphosphid) ist eine chemische Verbindung aus der Gruppe der Phosphide. Es handelt sich um dunkelgraue Kristalle oder ein dunkelgraues Pulver.

## Darstellung
Die Herstellung von Zinkphosphid kann direkt aus den Elementen erfolgen:
{\displaystyle \mathrm {3\ Zn+2\ P\longrightarrow Zn_{3}P_{2}} }

## Eigenschaften
Zinkphosphid ist eine graue reaktive Chemikalie, welche u. a. mit Oxidationsmitteln, Säuren, Wasser oder Alkalien heftig reagieren kann. Die Zersetzung von Zinkphosphid erfolgt jedoch erst bei sehr hohen Temperaturen zu Phosphor und Zink bzw. den jeweiligen Oxiden. Die Verbindung besitzt eine tetragonale Kristallstruktur mit der Raumgruppe
P42/nmc (Nr. 137) (a = 8,113 Å, c = 11,47 Å).
Die im offenen System oder bei niedrigem P-Druck und niedriger Temperatur sich bildende Modifikation Zinkdiphosphid ZnP2 besteht aus roten bis orangefarbenen Nädelchen. Diese hat tetragonale Kristallstruktur mit der Raumgruppe P41212 (Nr. 92).

## Verwendung
Wie andere Phosphide (Aluminiumphosphid oder Calciumphosphid) wird auch Zinkphosphid zur Bekämpfung von Wühlmäusen oder anderen Nagetieren eingesetzt. Dabei wirkt es als Fraßgift, da bei Kontakt mit der Magensäure giftiges Monophosphan entsteht.
{\displaystyle \mathrm {Zn_{3}P_{2}+6\ HCl\longrightarrow 2\ PH_{3}+3\ ZnCl_{2}} }
Giftweizen besteht häufig aus mit Zinkphosphid behandelten Weizenkörnern.

## Vergiftungen, auch bei Wild- und Haustieren
Zu Vergiftungen mit suizidalem oder akzidentellem Hintergrund sowie zur Vergiftungsdiagnose bei Wild- und Haustieren liegen viele Veröffentlichungen vor.

## Sicherheitshinweise
Schon mit Luftfeuchtigkeit gibt Zinkphosphid giftige und hochentzündliche Gase ab (Monophosphan und Diphosphan). Diese können sich unter Umständen von selbst entzünden. Auch mit Säuren reagiert Zinkphosphid unter Bildungen von Phosphanen.